# Wybory do Parlamentu Europejskiego w Portugalii w 2009 roku
Wybory do Parlamentu Europejskiego VII kadencji w Portugalii zostały przeprowadzone 7 czerwca 2009. Zgodnie z postanowieniami traktatu nicejskiego w ich wyniku zostało wybranych 22 deputowanych (w miejsce dotychczasowych 24). Wybory zakończyły się zwycięstwem opozycyjnej centroprawicy. Frekwencja w wyborach wyniosła 36,86%.

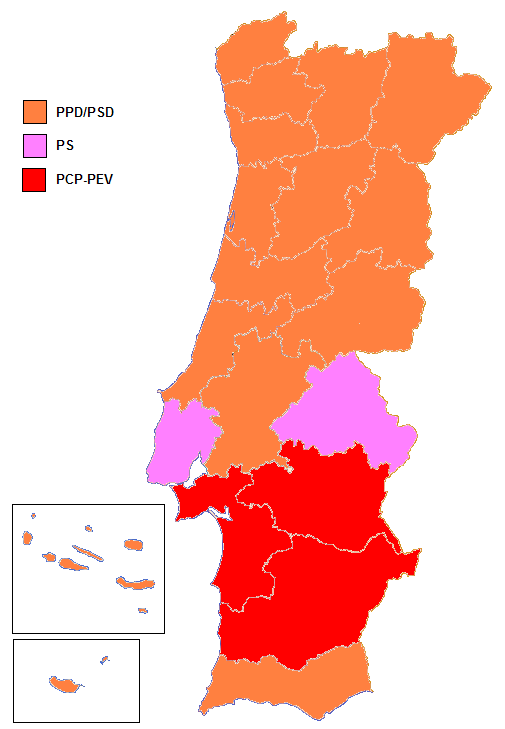
Wyniki wyborów według regionów

## Wyniki wyborów
| Lista wyborcza | Głosy     | %    | Mandaty | Zmiana |
| -------------- | --------- | ---- | ------- | ------ |
| PSD            | 1 128 688 | 31,7 | 8       | +1     |
| PS             | 946 276   | 26,6 | 7       | −5     |
| BE             | 381 941   | 10,7 | 3       | +2     |
| PCP-PEV        | 379 651   | 10,7 | 2       | –      |
| CDS/PP         | 297 985   | 8,4  | 2       | –      |
| MEP            | 52 811    | 1,5  | 0       | –      |
| PCTP/MRPP      | 43 135    | 1,2  | 0       | –      |
| MPT            | 23 400    | 0,7  | 0       | –      |
| MMS            | 21 633    | 0,6  | 0       | –      |
| PH             | 16 973    | 0,5  | 0       | –      |
| PPM            | 13 785    | 0,4  | 0       | –      |
| PNR            | 13 037    | 0,4  | 0       | –      |
| POUS           | 5097      | 0,1  | 0       | –      |
| Głosy puste    | 164 877   | 4,6  | –       | –      |
| Głosy nieważne | 71 153    | 2,0  | –       | –      |
| Razem          | 3 560 442 | 100  | 22      | −2     |